# Sandro Ricci
Sandro Meira Ricci (r. 19. studenog 1974.) brazilski je nogometni sudac. Sudio je utakmice kvalifikacija za svjetsko prvenstvo u nogometu 2014., također je sudio u finalnoj utakmici klupskog svjetskog prvenstva 2013.
U ožujku 2013., FIFA je dodala Riccija na svoj popis kandidata za svjetsko prvenstvo 2014.
Trenutačno je sudac na svjetskom prvenstvu u Rusiji.